# 哈尼克里克鎮區 (密蘇里州亨利縣)
哈尼克里克鎮區（英語：Honey Creek Township）是位於美國密蘇里州亨利縣的一個行政鎮區。

## 地方資料
哈尼克里克鎮區的面積為82.66平方千米，當中陸地面積為78.21平方千米，而水域面積為4.45平方千米。根據2020年美國人口普查的數據，當地共有人口312人，而人口密度為每平方千米3.77人。